# 梅林水库

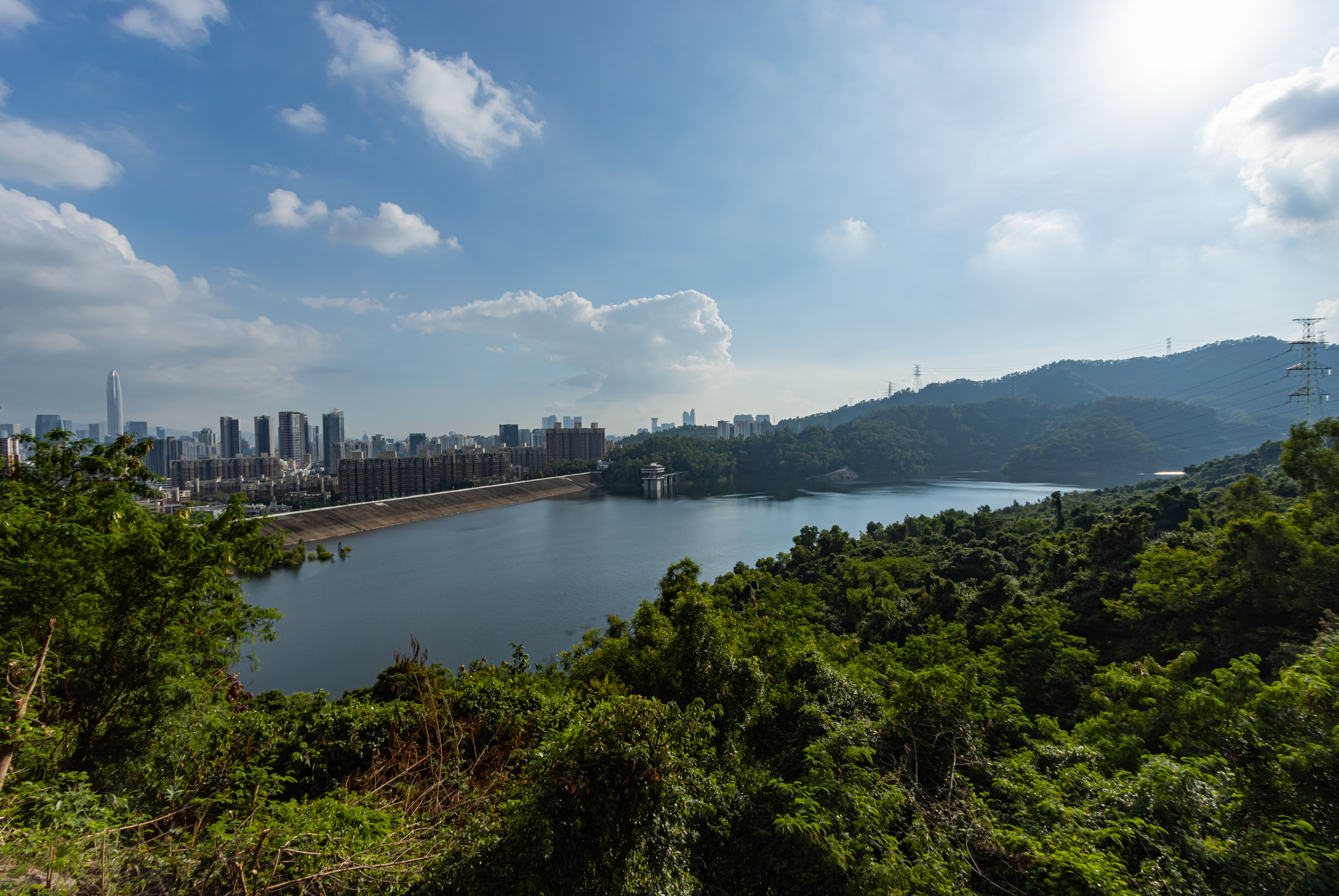
梅林水库

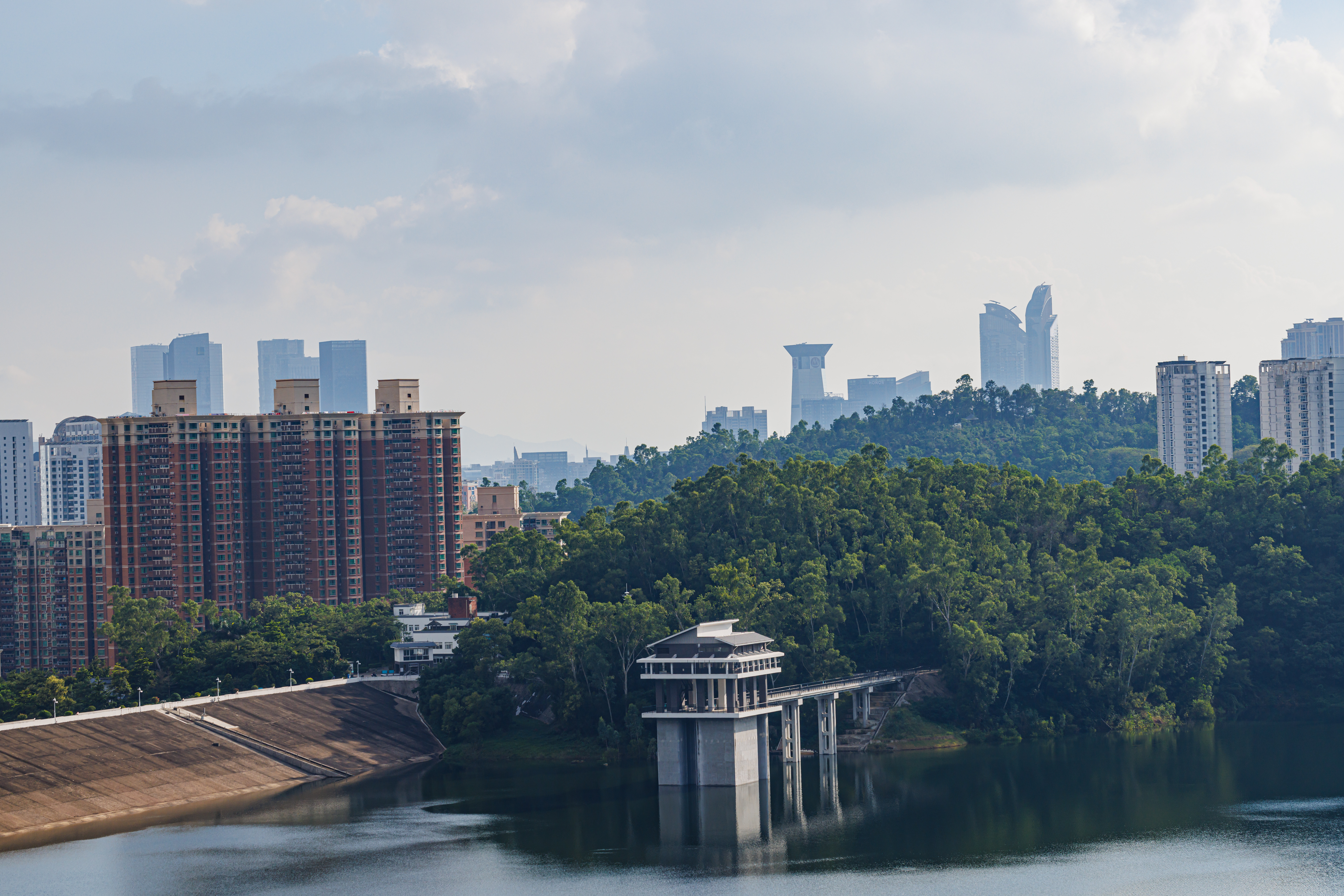
梅林水库

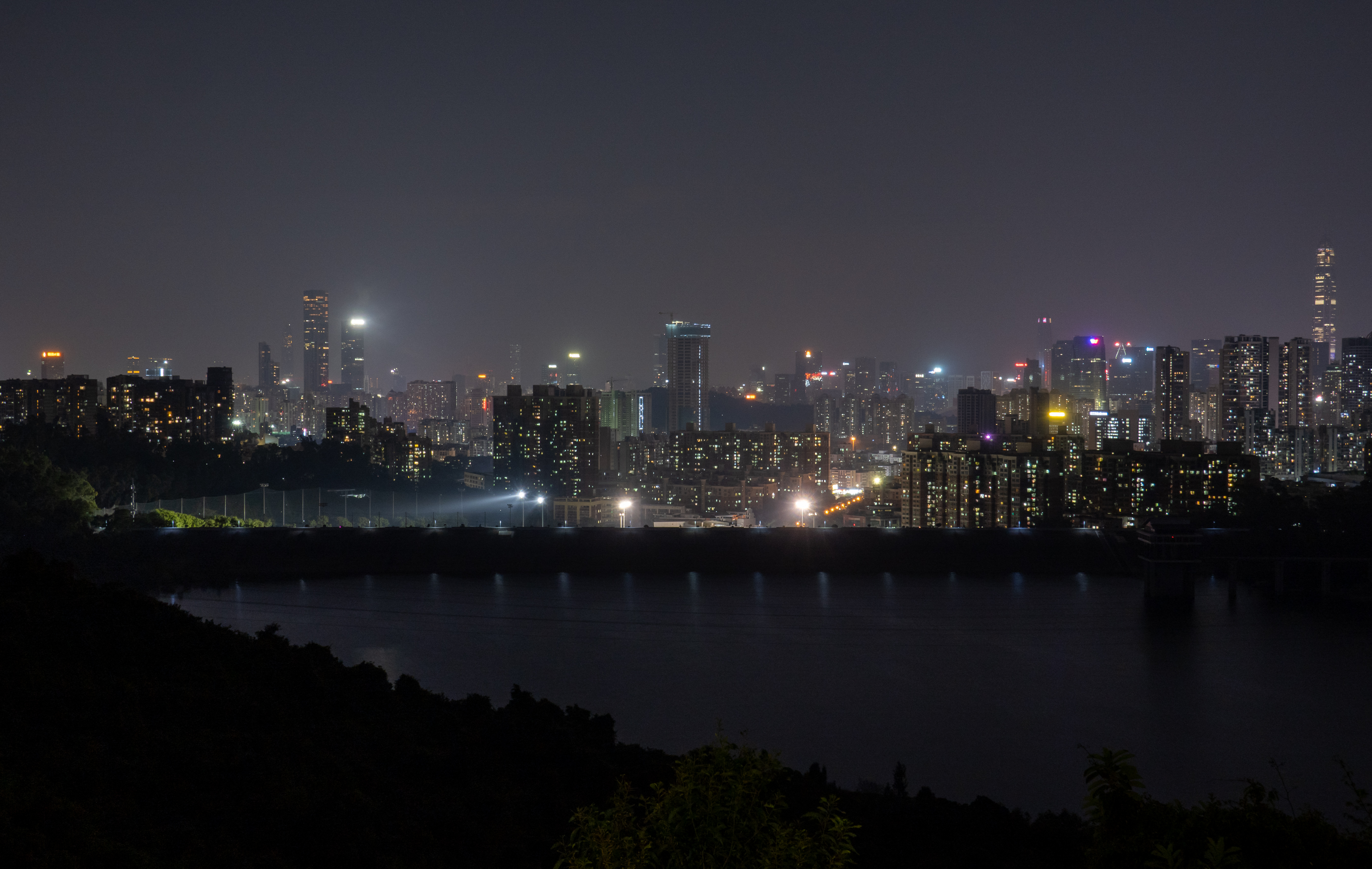
梅林水库夜景

梅林水库，原名马泻水库，是位于中国广东省深圳市福田区梅林地区的一座中型水库（人工湖），是深圳市福田区居民和企业生产和生活用水的主要水源之一，2016年，梅林水库总供水量约300万立方米，水库蓄水量维持于约700万-900万立方米。梅林水库因其绿道风景优美，适合年轻人体验恋爱而受到关注；同样，也曾因为改造工程进度缓慢，影响市民观光而被网友吐槽。